# Qorpo Santo
José Joaquim de Campos Leão, conhecido como Qorpo Santo (Triunfo, 19 de abril 1829 — Porto Alegre, 1 de maio de 1883) foi um dramaturgo, poeta, jornalista, tipógrafo e gramático brasileiro.

## Biografia
José Joaquim Leão, natural da vila do Triunfo, interior do Rio Grande do Sul, após o assassinato do pai em episódio que envolvia a Revolução Farroupilha, em uma emboscada no ano de 1839, parte para Porto Alegre, a fim de estudar gramática e conseguir emprego na capital. Inicialmente trabalha no comércio e a partir de 1850 habilita-se ao exercício do magistério público.
Em 1851 funda um grupo dramático e a partir de 1852 começa a escrever regularmente para jornais da sua província. Em 1855 deixa o magistério público e passa a lecionar em vários colégios, a fim de amparar sua mãe que estava doente, assumindo a direção do Colégio São João no ano de 1856. No mesmo ano casa-se com Inácia de Campos Leão, em 1857, muda-se com a família para Alegrete, cidade na qual funda um colégio, adquirindo respeitabilidade como figura pública, escrevendo para jornais locais e ocupando ainda cargos públicos de delegado de polícia e vereador.
Em 1861, de volta a Porto Alegre, segue a carreira de professor e começa a escrever sua Ensiqlopédia ou seis mezes de huma enfermidade em 1862, quando parecem manifestar-se, os primeiros sinais de seus transtornos psíquicos, rotulados então sob o diagnóstico de monomania, sendo afastado do ensino e interditado judicialmente a pedido da própria esposa e filhos. Fundamentou-se a alegação de "monomania" na sua "superexcitação de atividade cerebral", sobretudo na compulsão de "tudo escrever", conforme os familiares. De fato, somente no mês de maio de 1866, qorpo-Santo escreveu 8 peças teatrais, o que é destacado por Guilhermino César. Os médicos de Porto Alegre, então, divergem sobre a sanidade mental de Qorpo-Santo. Este não aceita pacificamente seu controvertido, então, enquadramento psiquiátrico, recorrendo ao Rio de Janeiro, e sendo examinado então por médicos daquela capital, os quais diferem do diagnóstico de monomania, após o autor passar um mês no Hospício Pedro II, não endossando sua interdição judicial. Apesar da liberação pelos médicos considerados os maiores especialistas em saúde mental da época, com um salvo conduto de João Vicente Torres Homem, médico pessoal do Imperador Dom Pedro II (o qual considera que "o paciente goza de boa saúde mental"), a interdição permanece, conforme despacho judicial de 1868 do juiz Correia de Oliveira em Porto Alegre.
Todavia, o estigma estava posto, e o autor se vê cada vez mais isolado. Se diz perseguido ideologicamente e deixa suas atividades jornalísticas em 1873 em função disto. Passa por dificuldades financeiras e tem que abandonar seu trabalho como escritor por algum tempo, fecha seu Jornal "A Justiça", que circula em Porto Alegre e Alegrete e, posteriormente, constitui sua própria gráfica, em Porto Alegre, em 1877, na qual viabiliza e edita a produção da sua "Enciclopédia". Morre de tuberculose em 1883.

## Obras
- Ensiqlopèdia: ou seis meses de uma enfermidade
- Certa identidade em busca de outra
- Eu sou a vida eu não sou a morte
- Um credor da Fazenda Nacional
- As relações naturais
- Hoje sou um; e amanhã sou outro
- Um assovio
- Um parto
- Hóspede atrevido ou O brilhante escondido
- A impossibilidade da santificação ou A santificação transformada
- Dois irmãos
- A separação de dois esposos
- La
- Lanterna de fogo
- Marinheiro escritor
- Marido extremoso
- Mateus e Mateusa
- Elias e sua loucura bíblica

## Sobre a obra
Foram necessários quase cem anos, a partir da publicação original dos textos de autor gaúcho do século XIX, José Joaquim de Campos Leão, nome ao qual o próprio autor acrescentou a alcunha de Qorpo-Santo (QS), para que sua obra conquistasse reconhecimento devido aos esforços de muitos intelectuais que assim o quiseram e para tal trabalharam, na década de 1960.
Alguns críticos datando desta republicação, destacando-se o editor de seu teatro completo, Guilhermino César, buscaram situá-lo como precursor de modernas tendências da arte teatral, a princípio o teatro do absurdo -na época, pretendendo atribuir-lhe a paternidade desta moderna corrente teatral- e mais tarde querendo situá-lo como antecessor do movimento surrealista, pelo nonsense constante em sua obra.
Divergindo daqueles intelectuais, Flávio Aguiar descreve a época do relançamento das obras, muito bem recebido, com análise profunda, ao seu Os homens precários -ainda na década de 1970, bem como a tendência dos intelectuais de glorificá-lo como um criador do tão famoso e moderno teatro do absurdo. Enquanto Eudinyr Fraga, em trabalho datado aos anos 80, defende que QS seja enquadrado como autor surrealista, por fazer uso constante em seu texto do chamado "automatismo psíquico", que caracterizaria aquela corrente estética: "Suas personagens são sempre projeção dele próprio, e com ele muitas vezes se confundem, como observamos pelo conhecimento de sua biografia. Inclusive, deixam a categoria de personagens e assumem um tom discursivo, lamentando as infelicidades e as injustiças sofridas pelo criador. Por outro lado, não tem preocupações estéticas. Suas lamúrias estão sempre a um nível existencial, ou melhor, individual. Sua obra visa satisfazer uma necessidade interior que a expressão determina”.
Hoje, QS é visto como um indivíduo criativo e fora de seu tempo, não se propõe mais sua suposta intenção como inovador da estética, mas como um artista envolvido e dedicado intimamente à sua obra, tanto que, por vezes, sua mente invade os personagens liberando seu discurso como uma colagem desconexa da lógica da personagem.
Aguiar analisa em detalhe o teatro de QS, e seus argumentos fogem à discussão sobre ser QS o precursor não reconhecido de modernas tendências do teatro moderno. Para Aguiar, QS constrói um teatro da paralisia, em que o pano de fundo da moralidade vigente é antagonizado pelo desenrolar dos acontecimentos, em atropelo da possível lógica de seus enredos, nas peças de QS o ritmo do tempo se mostra caótico demais para que dele possa nascer, ‘espontaneamente’, qualquer conclusão lógica.
Cabe ressaltar que, à exceção destes dois autores citados acima, é perceptível a ausência de uma reflexão sobre a questão da loucura, a qual foi julgado em vida pelo jurídico de Porto Alegre e pelos maiores especialistas médicos da corte, no Rio de Janeiro, sobre os limites da normalidade psíquica, no universo textual deste autor. Segundo Aguiar, a "desrazão" seria perceptível no próprio texto de Qorpo-Santo.

### Homossexualidade na dramaturgia
A sua obra A Separação de Dois Esposos se encerra com um diálogo no mínimo bastante fora do comum para a sua época e lugar, a qual ocorre entre Tatu e Tamanduá, decididamente o primeiro casal gay da dramaturgia brasileira. No entanto, não é de conhecimento comum que alguém, especificamente Qorpo Santo, tenha precedido e por muitos anos o renomado romance Bom Crioulo, escrito por um dos grandes representantes do naturalismo brasileiro, Adolfo Caminha, quem inseriu com explícito destaque pela primeira vez na história da literatura ocidental o amor romântico entre dois homens; e ainda, colocando um homem negro como o grande herói.